# (3483) Svetlov
(3483) Svetlov es un asteroide que forma parte del cinturón interior de asteroides y fue descubierto por Liudmila Ivánovna Chernyj el 16 de diciembre de 1976 desde el Observatorio Astrofísico de Crimea, en Naúchni.

## Designación y nombre
Svetlov se designó al principio como 1976 YP2.
Más adelante, en 1988, fue nombrado en honor del poeta ruso Mijaíl Svetlov (1903-1964).

## Características orbitales
Svetlov está situado a una distancia media de 1,933 ua del Sol, pudiendo alejarse hasta 2,174 ua y acercarse hasta 1,692 ua. Tiene una inclinación orbital de 23,61 grados y una excentricidad de 0,1246. Emplea en completar una órbita alrededor del Sol 981,7 días.
Svetlov pertenece al grupo asteroidal de Hungaria.

## Características físicas
La magnitud absoluta de Svetlov es 13,7 y el periodo de rotación de 6,79 horas.